# Lopharthrum comprimens
Lopharthrum comprimens är en fjärilsart som beskrevs av Walker 1858. Lopharthrum comprimens ingår i släktet Lopharthrum och familjen nattflyn. Inga underarter finns listade i Catalogue of Life.

## Bildgalleri

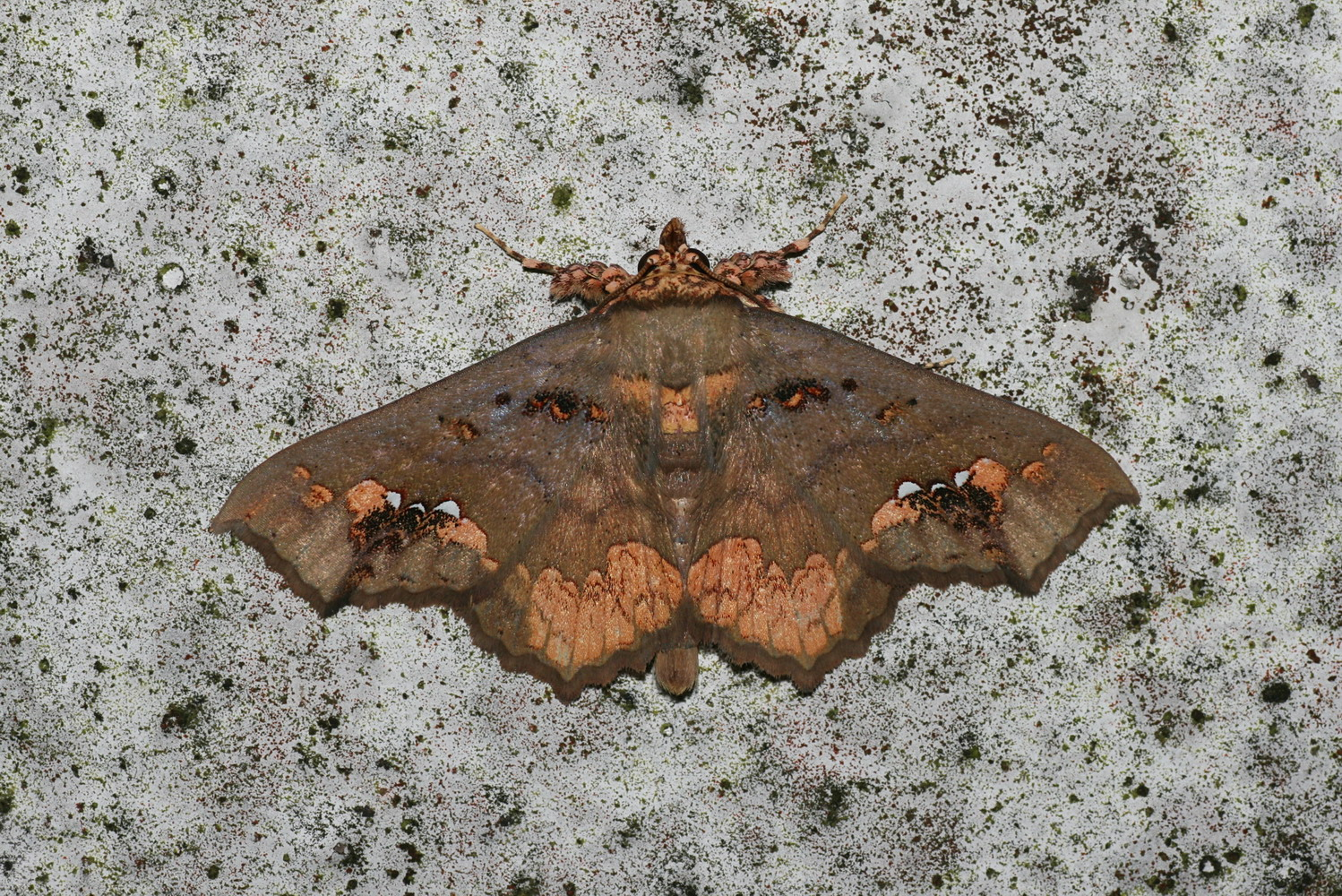